# 庫爾帕內山 (秘魯)
16°24′27″S 70°58′03″W / 16.40750°S 70.96750°W

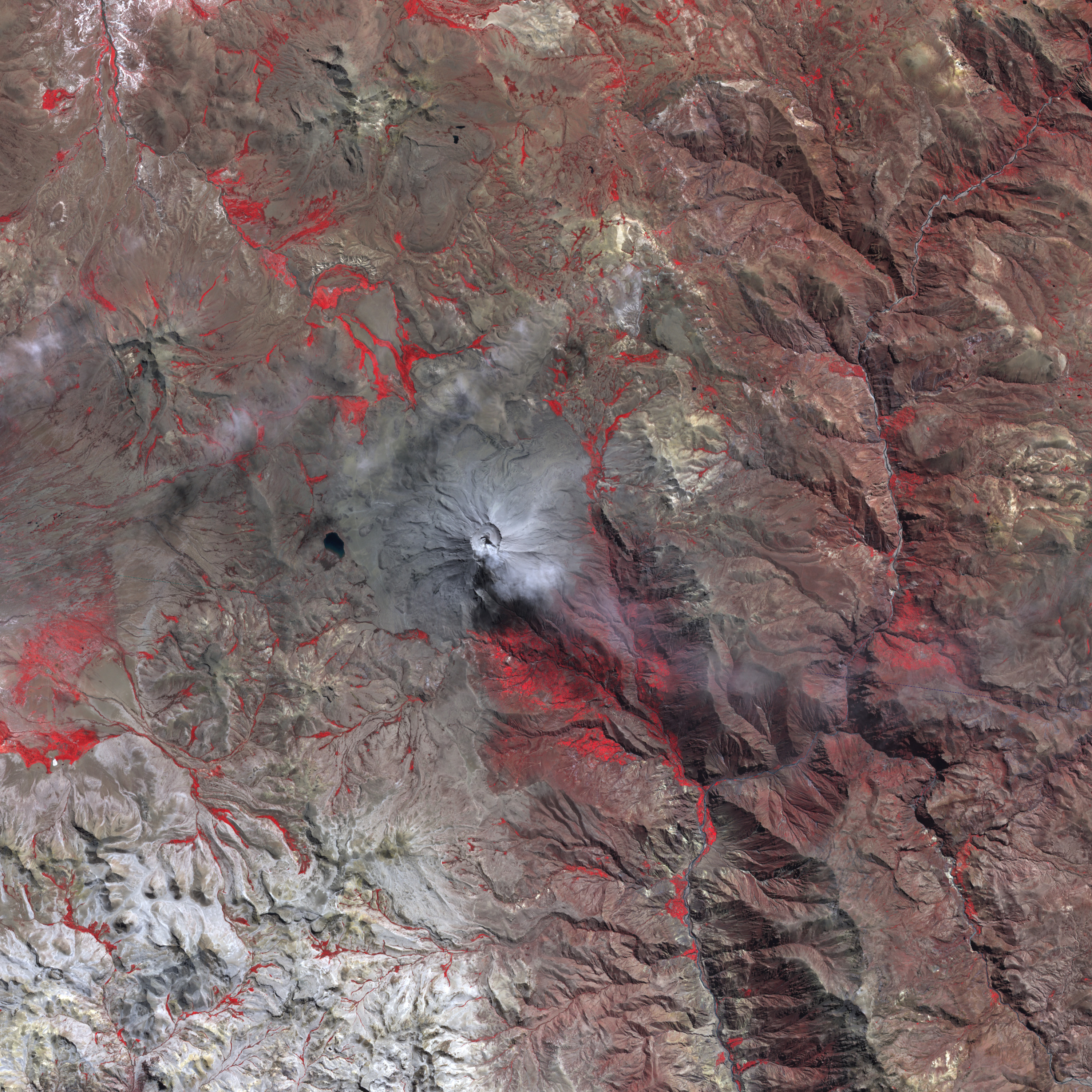

庫爾帕內山（Qullpani），是秘魯的山峰，位於該國南部阿雷基帕大區和莫克瓜大區，由聖胡安德塔魯卡尼區和馬塔拉克區負責管轄，屬於安地斯山脈的一部分，海拔高度4,800米。